# Katrin Weber (Shorttrackerin)
Katrin Weber (* 27. September 1976 in Rostock) ist eine ehemalige deutsche Shorttrackerin.

## Karriere
Katrin Weber gewann bei den Europameisterschaften 1998 in Budapest in der Staffel zusammen mit Yvonne Kunze, Susanne Busch, Anne Eckner Bronze, was zugleich die erste Medaille für Deutschland bei einer Shorttrack-Europameisterschaft war.
Im Folgemonat nahm Weber an den Olympischen Winterspielen in Nagano teil. Mit der gleichen Besetzung wie in Budapest belegte die Staffel den achten Rang.